# Arnette Hallman
Arnette Lamar Hallman Scharfhausen, né le 6 janvier 1988 à Lisbonne, est un joueur hispano-portugais de basket-ball. Il évolue au poste d'ailier à Benfica au Portugal.

## Biographie
De mère espagnole et de père américain, Arnette Hallman nait à Lisbonne où il commence le basket-ball. Son père, qui se nomme aussi Arnette Hallman, est un ancien joueur professionnel de basket-ball qui fait sa carrière universitaire avec les Boilermakers de Purdue et est drafté en 46e position au second tour de la Draft 1980 de la NBA par les Celtics de Boston.
Il a joué dans les catégories de jeunes et dans l'équipe première du club espagnol de Breogán Lugo.

## Caractéristiques
Joueur athlétique doté de bonnes mains mais aussi dynamique et explosif, avec de grosses qualités physiques. Il joue au poste 4 mais il a une formation d'ailier. Arnette Hallman peut s’écarter pour trouver la cible de loin. Il est également très actif aux rebonds.